# اوا ۱۶۴

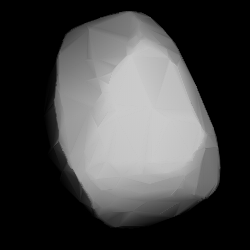
مدل سه‌بُعدی سیارک آوا ۱۶۴ طبق منحنی نور آن

سیارک ۱۶۴ (به انگلیسی: 164 Eva) صد و شصت و چهارمین سیارک کشف شده‌است که در ۱۲ ژوئیه ۱۸۷۶ و در پاریس کشف شد.
قدر مطلق سیارک برابر ۸٫۸۹ است.